# Ácsi cukorgyár

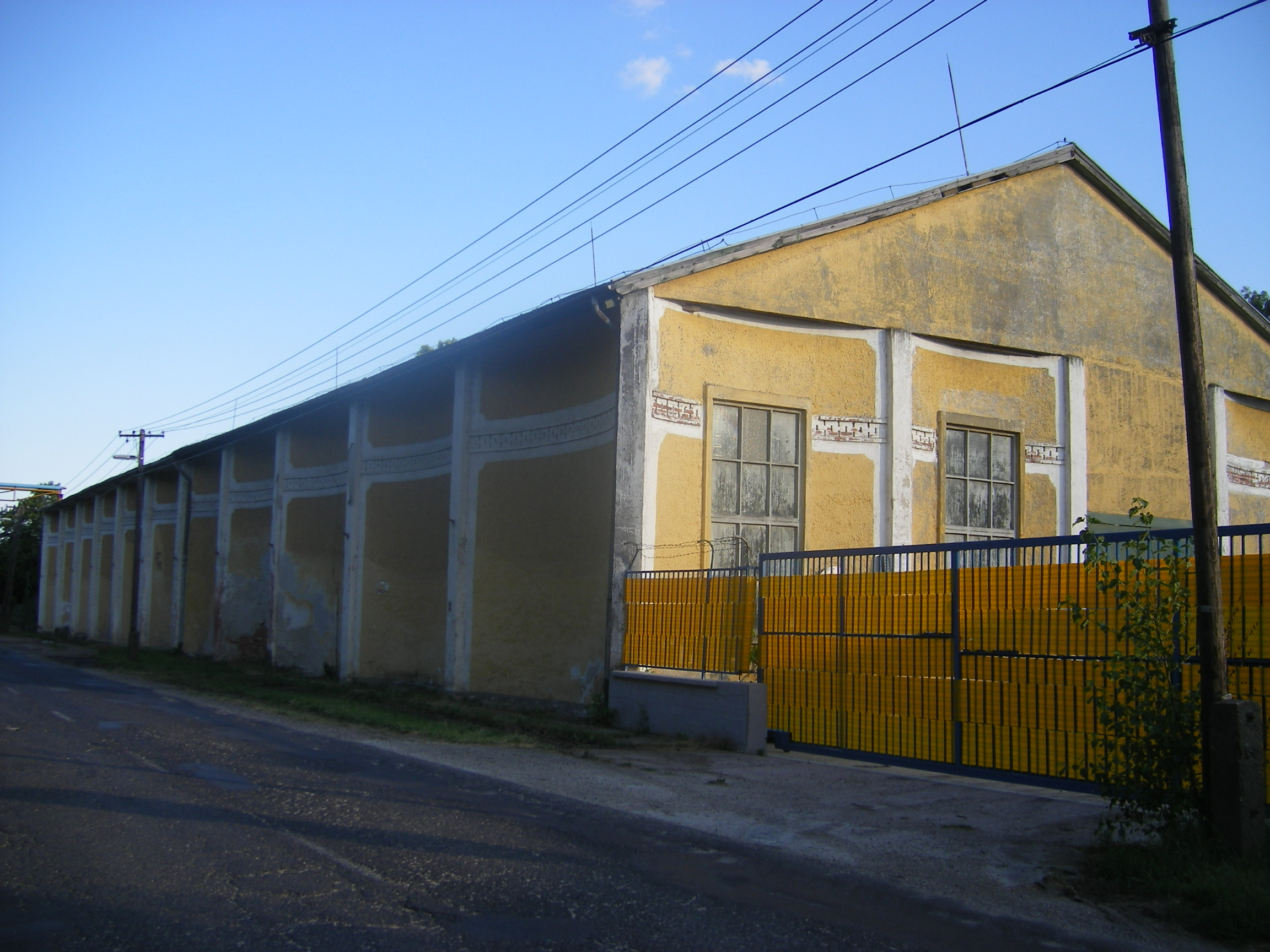
A cukorgyár egyik épülete (2007)

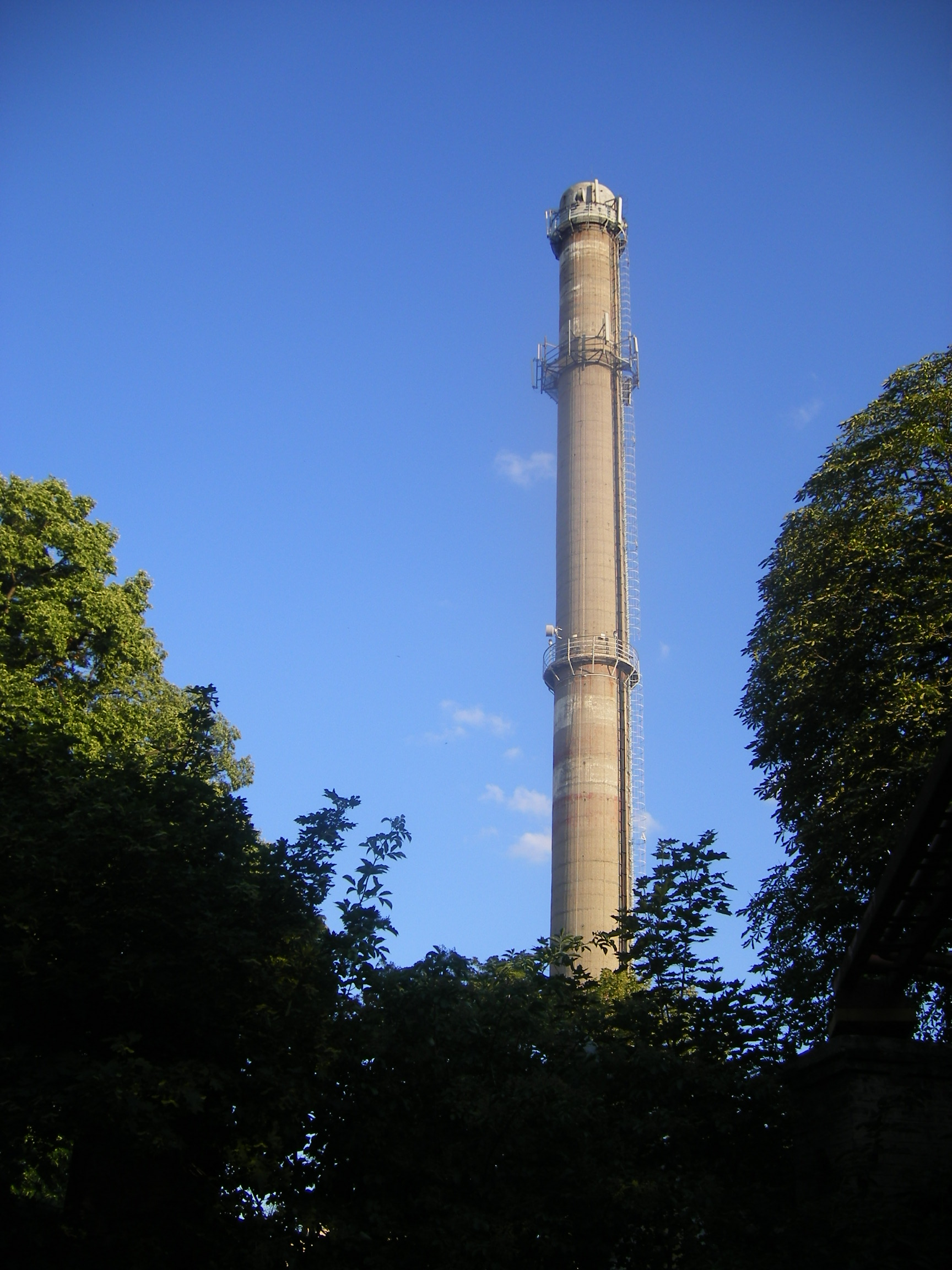
A cukorgyár kéménye (2007)

Az 1871–2001 között tevékenykedett ácsi cukorgyár a magyarországi rendszerváltáskor működő 12 cukorgyár közül a legrégebbi volt.

## Története

### 1871–1888
Az Ácsi Cukorgyárat 1871. február 1-jén alapította 240 000 forint alaptőkével Patzenhofer Konrád, Beachle József, báró Marschall Farkas, báró Berg Gusztáv és báró Berg Vilmos. Az alapítólevelet Sopronban állították ki német nyelven, a cég neve a cégtáblán és a bélyegzőn németül szerepelt: Ácser Zuckerfabrik, Patzenhofer, Berg & Co néven. Az építkezéshez az első telket Ács nagyközségben 1871. április 26-án vásárolták. 1871. november 16-ra elkészültek a gyári épületek és berendezések, amit december 19-én be is jegyeztek a telekkönyvbe.
A gyártás alapanyagául szolgáló cukorrépát a tulajdonosok által bérelt uradalmak termelték, emellett kisebb termelők is beszállítottak. Miután 1879-ben elkészült a Győr–Sopron–Ebenfurti Vasút ebenfurti vonala, lehetővé vált a cukorrépa szállítása nagyobb távolságról is. A gyár ekkor még kizárólag nyerscukrot állított elő; a finomítás a cinfalvi, félszerfalvi és büki gyárakban történt. A gyártás 1889-ig sajtolásos módszerrel történt, annak ellenére, hogy a Robert-féle diffúziós eljárás ekkor már ismert volt; az akkori adórendszer miatt azonban a korszerűtlen berendezésekkel magasabb jövedelmet lehetett elérni.
Az 1874. december 27-től 1875. január 3-ig tartó hét bérjegyzék szerint ekkor a gyárban 135 férfi, 76 nő és 30 gyermek dolgozott, nappali és éjszakai műszakban. Napszámbérük 90, 40–60, illetve 30 krajcár volt.
A gyár irányítása és a könyvek vezetése Cinfalván történt; itt volt a Patzenhofer család lakóhelye is.

### 1888–1919
A céget kezdettől fogva egyedül jegyző Patzenhofer Konrád 1899-ben kivásárolta a többi tulajdonos részesedését. 1904-ben bekövetkezett halála után a cukorgyárat fiai, Konrád, Rudolf és Alfréd örökölték, azzal a rendelkezéssel, hogy kötelesek folytatni az apjuk által megkezdett üzleti tevékenységet. Az 1905. április 18-án kibocsátott iparengedély szerint a cég neve ekkortól Ácsi Cukorgyár Patzenhofer Fiai lett.
Az 1888-as „új” cukoradótörvény következtében a gyárat bővítették és átalakították; bevezették a diffúziós eljárást. A korszerűsítések következtében az évente gyártott cukormennyiség az 1888/89-es 2053 tonnáról 1893/94-ben 3540 tonnára emelkedett, az első világháború éveiben már évi 5228 és 16 832 tonna között mozgott. A répabeszállítás elősegítésére a cukorgyár hosszú lejáratú hiteleket nyújtott a keskeny nyomtávú mezőgazdasági vasutak illetve utak építéséhez. A termelés bővülése a létszámban is tükröződött, például az 1889. október 27.-november 2. közötti héten már 232 férfit, 29 nőt és 25 gyermeket foglalkoztattak. A kedvező adórendszer hatására beindult a cukor exportja is Törökországba, a Földközi-tenger keleti partján fekvő államokba, illetve Fiumén keresztül Angliába és a Brit Birodalom országaiba, sőt Japánba is.

### 1919–1945
A trianoni békeszerződés után az ácsi cukorgyár elvesztette a répatermelő területeinek mintegy kétötödét. Az új országhatárok megnehezítették az immár Ausztriában található cinfalvi gyárba való szállítást, így 1921-től az ácsi gyár is elkezdte a finomítást, illetve a kockacukor gyártását. A gazdasági világválság miatt a cég nagy összegű hitel felvételére kényszerült, ami azzal járt, hogy a tulajdonosok a cégjegyzési jogot csak a hitelező bankok megbízottjával együttesen gyakorolhatták. A válságot követően ismét fejlesztésekre került sor, leginkább energetikai vonalon. Az 1930-as évek elején az éves termelés 7–8000 tonna körül mozgott, az évtized végére azonban visszaesett. Az első bécsi döntés átmenetileg fellendülést jelentett a cukorgyár számára, amely ismét tudott a Csallóközben is répát termeltetni, így a cukortermelés ismét 7000 tonna felé emelkedett; a cég vagyoni helyzete konszolidálódott.
A második világháború alatt a gyár körzetének bombázása 1944 márciusában kezdődött; innentől kezdve a gyakori légiriadók akadályozták a karbantartási munkákat. Ezen felül a gyár munkaerőhiánnyal küzdött a behívások miatt, és a beszállításokhoz szükséges üzemanyag ellátása is akadozott. A gyárban menekülteket és katonákat kellett ellátni, és ide költözött a kiskunfélegyházi hadikórház is. Így a termelés csak decemberben indulhatott meg. A Vörös Hadsereg előrenyomulása és a bombázások miatt a termelést karácsony előtt leállították, és csak január végén indították újra, és lassú ütemben március végén fejezték be. A visszavonuló német csapatok 1944. március 24-én behatoltak a gyár raktárába, és az összes ott található cukrot elvitték.
1945. január 28-án a Vörös Hadsereg parancsnoksága a cukorgyár irányítását a gyár munkásaira bízta. Június 2-án a Magyar Iparügyi Minisztérium vállalatvezetőt nevezett ki a cég élére. A gyár korábbi vezetősége nyugatra menekült, a tulajdonosok nem jelentkeztek, így a gyárat az Elhagyott Javak Kormánybiztossága vette át. Júliusban több bank is jelentkezett, hogy bérbe venné a gyárat, de erre nem került sor, mert jelentkeztek a Cinfalvára menekült tulajdonosok. Mivel 1945-ben a körzetben alig vetettek répát, az ácsi cukorgyárat ebben az évben nem indították el, a cukorrépát a petőházi cukorgyár dolgozta fel.

### 1946–1993
1948 márciusában az ácsi cukorgyárat a többi magyar cukorgyárral együtt államosították; az irányításukat a Pénzügyminisztérium felügyelete alatt álló Cukoripari Igazgatóság végezte. 1964. január 1-jétől pedig az ország tizenegy cukorgyárát és a Cukoripari Kutató Intézetet magába foglaló Magyar Cukoripar országos nagyvállalat részeként működött tovább. 1971-ben a cukorgyárak önálló vállalatokká alakultak a Cukoripari Vállalatok Trösztjén belül. 1980-ban a tröszt megszűnt, innentől kezdve a gyár teljesen önállóan gazdálkodott.
1946-ban az alapanyag ellátás akadozott, utóbb azonban kötelezővé tették a répatermesztést, így az 1948-50-es években több mint húszezer termelő szerződött a gyárral. A mezőgazdaság gépesítésével a cukorrépa átlagtermése ugrásszerűen megemelkedett, így az ácsi cukorgyár termelése is növekedett. 1956-ban azonban a cukorgyárak beszállítási körzeteinek átszervezése hátrányosan érintette a gyárat: a petőházi cukorgyárnak átadott területek közelebb voltak hozzá, mint a helyettük megkapott körzet.
A háború utáni forráshiányos időszakban a cukorgyár keveset tudott beruházásokra költeni, a rendelkezésre álló keret gyakran a gépek, berendezések fenntartásához sem volt elégséges; ez a helyzet csak az 1960-as években változott meg. Az 1946-1971 közötti időszakban a beruházásra fordított összegek 54%-át pótlásokra, 14%-át a frissvíz-ellátásra és szennyvíztisztításra, 9%-át a réparakodás gépesítésére, 7%-át új technológiai berendezésekre költötték. A termelés csak lassan érte el és lépte túl a háború előtti  szintet; a 3200 t/nap répafeldolgozási kapacitásával az ország kisebb gyárai között maradt. A termelés mintegy 20%-át exportálták a közel-keleti és afrikai országokba, valamint Olaszországba, Ausztriába és Svájcba. Magyarországon elsőként itt kezdték el a kristálycukor 1 kg-os, illetve a porcukor 0,5 kg-os csomagolását. A cukorcsomagolás célja csak részben volt a fogyasztói igények kielégítése, a női munkahelyek megteremtése mellett.
A cukorgyár több módon támogatta dolgozóit: gyári lakásokkal, a saját ház építéséhez ingyenes fuvarozással, szerszámok és kisgépek kölcsönadásával, kedvezményes étkeztetéssel, és üdülési lehetőséggel a gyár saját kiliántelepi üdülőjében.

### 1993–2001
1993-ban a cukorgyárat az ercsi, sárvári, mezőhegyesi és sarkadi gyárakkal együtt privatizálták. Az egyedüli pályázó az öt gyár 36 vezetőjéből és 59 répatermelőből álló Első Hazai Cukorgyártó és Forgalmazó Konzorcium volt, amely megszerezte a gyárak 50,1%-át. 1995-ben a Gazdasági Versenyhivatal engedélyezte az Ácsi Cukoripari Rt., az Ercsi Cukorgyár Rt., a Mezőhegyesi Cukorgyár Rt., a Sarkadi Cukorgyár Rt. és a Sárvári Cukoripari Rt. fúzióját. Az összeolvadás után az új cég Magyar Cukor Zrt. néven működött, az irányítás a gyári vezetők által alapított Ötök Kft kezében volt. 1996. szeptember 18-án a konzorcium tulajdonrészét az Agrana csoportnak adta el, amely többszöri tőkeemelést hajtott végre a súlyos likviditási gondokkal küzdő cégben. Az ácsi cukorgyár utolsó termelő éve 2001 volt; a telephelyen ma ipari park működik.